# Józef Sierakowski (działacz)
Józef Sierakowski (zm. 1814) – mieszczanin warszawski, rzeźnik, działacz insurekcji kościuszkowskiej. 

## Życiorys
Był jednym z przywódców insurekcji warszawskiej 17 kwietnia 1794 roku, był członkiem sprzysiężenia, przygotowującego wybuch powstania kościuszkowskiego.